# آندری پوروشین
اندری پورشین (اوکراینی: Андрій Михайлович Порошин؛ زادهٔ ۳۰ سپتامبر ۱۹۷۸) بازیکن فوتبال اهل اوکراین است.
از باشگاه‌هایی که در آن بازی کرده‌است می‌توان به باشگاه فوتبال شینیک یاروسلاول، باشگاه فوتبال شریف تیراسپول، باشگاه فوتبال زسکا روستوف-نا-دونو، باشگاه فوتبال لوکوموتیو مسکو، و باشگاه فوتبال اسپارتاک نعلچیک اشاره کرد.